# Brunellia pauciflora
Brunellia pauciflora är en tvåhjärtbladig växtart som beskrevs av Cuatrecasas & C.I. Orozco. Brunellia pauciflora ingår i släktet Brunellia och familjen Brunelliaceae. Inga underarter finns listade i Catalogue of Life.